# マダガスカルラグビー連盟
マダガスカルラグビー連盟（フランス語: Fédération Malagasy de Rugby）はマダガスカルのラグビーユニオンの統括団体。1963年に設立され、1986年にラグビーアフリカ連合（現：ラグビーアフリカ）に創設団体として加盟、1998年に国際ラグビー評議会（現：ワールドラグビー）に加盟した。

## チーム
- ラグビーマダガスカル代表